# 嵐翔真
嵐 翔真（あらし しょうま、2006年12月5日 - ）は、日本のファッションモデル、タレント。東京都出身。LIBERA所属。身長193cm。

## 来歴
2024年、高校3年時に、男性向けファッション雑誌『MEN'S NON-NO』の専属モデルオーディション「第39回 MEN'S NON-NOモデルオーディション」にて準グランプリを獲得し、専属モデルとなる。

## 人物
- 東京都台東区鶯谷出身[7][注釈 1]。
- 憧れの俳優は阿部寛[4]、木村拓哉[8]。好きな異性の俳優は松嶋菜々子[9]。幼い頃から阿部が出演したドラマなどを視聴していたが、父から「（阿部は）MEN'S NON-NOのモデルを務めていた」と聞くまでモデルから俳優に転身したことは知らなかった。
- モデルとなった切っ掛けは、父の紹介で通い始めたスポーツジムのトレーナーが、現在所属する事務所社長に嵐を紹介したことから[10]。憧れの阿部寛のようにモデルとして名を挙げ、いずれは俳優としても活躍したいと決意してモデル事務所に所属[3]。事務所所属後すぐにMEN'S NON-NOモデルオーディションに応募し、僅か3カ月で専属モデルの座を手に入れた[6]。専属モデルとなってからMEN'S NON-NO本誌に初登場したのは、2025年1・2月合併号（2024年12月9日発売）である[11]。
- 性格は明るく快活で社交的、面白いことが好きであるという。また、自己肯定感も強く目立ちたがりな一面がある。芸能界に興味を持った切っ掛けも「有名人になりたい」と臆することなく述べている[6]。自身のチャームポイントであり魅力は色気であると自負している。同性から支持されるモデルになることを目標に掲げている[3]。
- 趣味は筋トレ、体を動かすこと、古着屋巡り[2]。洋服の趣味は、バイカーの父から受けた影響が大きく、無骨な革ジャンやアメカジを好んでいる。一方、祖父から譲り受けた下駄や雪駄を普段から愛用し、私服に合わせることも多い[12][3]。
- 得意なスポーツはバスケットボール。小学生の頃は相撲と水泳を習っていた[12][13]。
- 好きな食べ物はちゃんこ鍋、生牡蠣[7][6]。好きな飲み物はルイボスティー。苦手な食べ物はパプリカ。モデルの仕事以外にカフェでアルバイトをしており、コーヒーを上手く淹れるコツや奥深さに興味を持っている[3]。また、祖父がオーナーを務めるちゃんこ鍋をメインとした割烹料理屋でもアルバイトをしている[9]。しかし、料理は一切しない[注釈 2]。

家族
- 祖父は元大相撲力士、第57代横綱の三重ノ海剛司[4]。父は大相撲力士を経て、一時期俳優として活動していた石山俊明[注釈 3]。祖父は180cm、父は185cm、ロシア出身の母もおよそ180cmと長身である[12][9][10]。父は再婚であり、前妻との間に二子を儲けている。そのため嵐には異母兄姉がいる[15][注釈 4]。
- 愛犬はオスの秋田犬で名前は赤丸。赤丸との散歩の時間を大切にしている[3]。

## メディア出演

### テレビ番組
- めざまし8（2024年10月23日、フジテレビ）[16][17]
- 踊る!さんま御殿!!（2025年4月8日、日本テレビ）[18][15]
- ありえへん∞世界（2025年7月22日、テレビ東京）[19]

### 配信
- ヒロト'sキッチン（2025年2月20日、YouTube） - ゲスト ※髙橋大翔のWEB配信番組[20]

- 大相撲LIVE  五月場所 7日目（2025年5月17日、ABEMA） - ゲスト解説[21][22]

## ランウェイ
- Rakuten GirlsAward 2024 AUTUMN/WINTER（2024年10月19日、幕張メッセ）[23][注釈 5]